# Mombaldone
Mombaldone, (Mombaldon o Mombaudon en piemontès) és un municipi situat al territori de la província d'Asti, a la regió del Piemont (Itàlia).
Limita amb els municipis de Denice, Montechiaro d'Acqui, Roccaverano i Spigno Monferrato.